# HD208217
HD208217 — хімічно пекулярна зоря спектрального класу A0, що має видиму зоряну величину в смузі V приблизно  7,2.
Вона  розташована на відстані близько 477,5 світлових років від Сонця.

## Пекулярний хімічний склад
Зоряна атмосфера HD208217 має підвищений вміст 
Cr
.